# Neon Genesis Evangelion: Ayanami Raising Project
Neon Genesis Evangelion: Ayanami Raising Project (яп. 新世紀エヴァンゲリオン 綾波育成計画) — відеогра жанру симулятора життя, розроблена компаніями GAINAX та BROCCOLI за мотивами аніме та манґи Neon Genesis Evangelion. 
Інтерфейс гри схожий з інтерфейсом серії ігор Princess Maker, яка теж створена GAINAX. Гра була випущена на платформі Windows в 2001 році. Наступного року з'явилась версія для платформи Dreamcast.
Роком пізніше була випущена версія гри для PlayStation 2 під назвою Ayanami Raising Project with Asuka Supplementing Project (яп. 新世紀エヴァンゲリオン 綾波育成計画withアスカ補完計画). У ній, крім можливості керувати розвитком Аянамі Рей, був доданий це один персонаж — Аска Ленґлі Сорю.
У 2008 році вийшла версія гри для платформи Nintendo DS.

## Опис
Згідно з сюжетом, гравець бере на себе роль лейтенанта Nerv. Оскільки Ґендо Ікарі тимчасово не може піклуватися про Аянамі Рей, гравець повинен взяти на себе роль її опікуна. В цій ролі він повинен складати та погоджувати з Рей розклад, який регулює час який вона витрачає на освіту, роботу та дозвілля. Гра продовжується приблизно рік та містить в собі сцени з оригінального серіалу та фільму «The End of Evangelion».
Гравець може керувати Рей або Асукою, щоб отримати кілька сценаріїв розвитку подій у фіналі. Рей може стати скрипалькою, садо-мазо королевою, поліцейською або покоївкою. Асука може стати науковцем, художницею манґи, співачкою, астронавтом, черницею тощо. Обидві дівчини можуть мати кінцівки, де вони формують стосунки з персонажем-гравцем або Шінджі.